# ديك أدكينز
ديك أدكينز (بالإنجليزية: Dick Adkins)‏ هو لاعب كرة قاعدة أمريكي، ولد في 3 مارس 1920 في إليكترا في الولايات المتحدة، وتوفي بنفس المكان في 12 سبتمبر 1955.

## وصلات خارجية
- ديك أدكينز على موقعبيزبول رفرنس.كوم (الدوري الرئيسي) (الإنجليزية)
- ديك أدكينز على موقعبيزبول رفرنس.كوم (الدوري الثانوي) (الإنجليزية)